# ЛЕО (комп'ютер)
LEO ( Lyons Electronic Office ) — це серія ранніх комп'ютерних систем, створених компанією J. Lyons and Co. Перша в серії, LEO I, була першим комп'ютером, що використовувався для комерційних бізнес-застосунків.
Прототип LEO I був тісно змодельований за зразком Кембриджського EDSAC . Його будівництвом керували Олівер Стендінгфорд, Реймонд Томпсон і Девід Камінер з компанії J. Lyons and Co. LEO I запустив своє перше бізнес-застосування в 1951 році. Згодом, LEO Computers стала частиною English Electric Company (EEL), (EELM), а потім English Electric Computers (EEC), де та сама команда розробила швидший LEO. 360 і навіть швидший LEO 326 моделей. Потім вона перейшла до International Computers Limited (ICL), а згодом до Fujitsu .
LEO I виконував близько 500 обчислень за секунду, мав пам’ять обсягом 2 кБ та використовував близько 6 000 електронних ламп. Першим практичним завданням системи стало автоматизоване планування меню та постачання продуктів у мережі закладів J. Lyons and Co.
Серії LEO використовувалися до 1981 року.

## Походження та початковий дизайн
Компанія J. Lyons and Co. була однією з провідних британських фірм у сфері громадського харчування та виробництва продуктів у першій половині ХХ століття. У 1947 році двоє старших менеджерів компанії — Олівер Стендінгфорд і Реймонд Томпсон — вирушили до Сполучених Штатів, щоб ознайомитися з новими бізнес-методами, розробленими під час Другої світової війни. Під час цієї поїздки вони зустрілися з Германом Голдстайном, одним із піонерів створення ENIAC — першого електронного комп’ютера загального призначення. Побачивши потенціал комп’ютерів у вирішенні завдань управління великим підприємством, Стендінгфорд і Томпсон зацікавилися цією технологією. Від Голдстайна вони також дізналися, що у Великій Британії Дуглас Хартрі та с Моріс Вілку Кембриджському університеті працюють над ще однією подібною машиною — новаторським комп’ютером EDSAC.
Повернувшись до Великої Британії, Стендінгфорд і Томпсон відвідали Гартрі та Вілкса в Кембриджі, де були вражені їхнім технічним рівнем та далекоглядністю. Розробники оцінили, що на завершення проєкту EDSAC знадобиться ще 12–18 місяців, проте цей термін можна було скоротити за умови додаткового фінансування. Після візиту Стендінгфорд і Томпсон підготували звіт для ради директорів компанії Lyons, у якому запропонували придбати або створити власний комп’ютер для задоволення бізнес-потреб фірми. Рада підтримала ідею та вирішила, що першим кроком стане надання Гартрі та Вілксу 2500 фунтів стерлінгів на розвиток проєкту EDSAC, а також відрядження до них електроінженера компанії, Ернеста Ленертса. У травні 1949 року роботу над EDSAC було завершено, і він запустив свою першу програму.
Після успішного завершення роботи над EDSAC рада директорів Lyons ухвалила рішення розпочати створення власного комп’ютера, використавши розширену версію конструкції EDSAC. Комп’ютерна зала LEO, площею близько 2500 квадратних футів, розміщувалася в Cadby Hall у Хаммерсміті. 
 Її було успішно запущено 5 вересня 1951 року,  і LEO повністю взяла на себе розрахунки Bakery Valuations 29–Машину Лайонса назвали Lyons Electronic Office, або LEO. За рекомендацією Вілкса, Лайонс запросив Джона Пінкертона, інженера з радіолокацій та студента-дослідника в Кембриджі, на посаду керівника групи для проекту. Ленертс повернувся до Лайонса для роботи над проектом, а Вілкс провів навчання для інженера Лайонса Дерека Хемі, який мав бути відповідальним за написання програм для LEO. 15 лютого 1951 року комп'ютер, що виконував просту тестову програму, був показаний Її Королівській Високості принцесі Єлизаветі .  Першим бізнес-додатком, що працювало на LEO, була програма Bakery Valuations, яка обчислювала вартість інгредієнтів, що використовуються у виробництві хліба та тістечок. 30 листопада 1951 року.  
Мері Кумбс була прийнята на роботу в 1952 році як перша жінка-програміст, яка працювала над LEO, і як така вона визнана першою жінкою-комерційним програмістом.     
П’ять архівних файлів, що стосуються патенту на комп’ютер LEO, зберігаються у Британській бібліотеці та доступні через її архівний каталог.